# Synanthedon cupreifascia
Synanthedon cupreifascia là một loài bướm đêm thuộc họ Sesiidae. Nó là loài duy nhất được tìm thấy ở các khu vực gần Mackay ở Queensland.
Chiều dài cánh trước khoảng 11 mm đối với con cái.